# 澳門政治
澳門政治環境比較簡單，除了因為擁護中華人民共和國政府的社團勢力對澳門的影響自“一二·三”事件以來已經主導當地社會生活以外，也跟澳門承襲自葡萄牙的政治制度如比例代表制有關。此外，與《香港基本法》不同，《澳門基本法》並沒有承諾澳門特別行政區行政長官和立法會的選舉在未來可以實行全面普選，當地要求行政長官和立法會“雙普選”的聲音也較為弱小。
澳門立法會直選部分容許立法會以每隊參選隊伍所得的票數比例去決定議席分配，使佔主導地位的建制陣營和反對陣營可同時有代表的聲音，但澳門的泛民主派（反對派）不具有足够的組織動員能力，即使在直選亦難以與建制派勢力相抗衡。

## 正式名稱
澳門特別行政區（葡萄牙語：Região Administrativa Especial de Macau），簡稱澳門（Macau），葡語簡稱R.A.E.M.。

## 標誌

### 区旗
澳門區旗是一面带有橋梁和水的上面一朵白色荷花的綠色旗幟，下面有5個金色的弧形，五颗五角星象征着澳门是中华人民共和国的一部分，中間是一個大的弧形和4个小的弧形。

### 区徽
澳门区徽最外層寫了同時以中文和葡文分別寫上「中華人民共和國澳門特別行政區」和「MACAU」。而其設計也使用了很多澳門區旗的設計元素，例如蓮花、大橋和海水。

## 狀態
澳门是中華人民共和國的一個特別行政區，亦是中國第二個設立的特別行政區，奉行一國兩制。

### 憲制性文件
经过1993年3月全国人民代表大会审议通过的澳門基本法，是澳门的「小宪法」。

### 法律制度
與中國內地一樣，澳門同屬使用大陸法系的地區。所立法律主要參考葡萄牙的法律，亦有部分法律是參考西班牙、法國及德國的法律而制定。
除基本法外，適用法律有民法典、刑法典、商法典、民事訴訟法典、刑事訴訟法典等（此五法典合稱五大法典）。此外，行政程序法典、行政訴訟法典、民事登記法典、商業登記法典、物業登記法典、公證法典亦屬重要之法典。

### 選舉權
居住在澳门7年以上的18岁以上的永久性居民都可以參與直接选举（2017年的最新數字有選民人數307,020人）；已经注册为“法人選民”（corporate voters）的组织（905个注册组织）可参加立法會的间接选举以及選出選舉行政長官的400人委員會。

### 行政長官
澳門特別行政區的首長，代表澳門特別行政區，並為行政機關首長。
- 行政長官：現任為岑浩辉。
- 行政會：由政府主要官員、立法會議員及社會人士組成，協助行政長官決策的機構。

### 行政機關
澳門特別行政區行政機關為澳門特別行政區政府。
- 政府首長：澳門特別行政區行政长官
- 政府：行政長官下有五個司，再下為局、廳、處。

### 立法机关
一院制议会澳門特別行政區立法會。 （現有33席，14个直接选举产生，12个间接选举产生，另外7个由行政長官任命，一届4年）
- 选举：最近一次选举在2021年9月11日（参看2021年澳門立法會選舉）。
- 选举结果（僅列出直接選舉14席）：
  - 建制、親北京政府（傳統「愛國愛澳」）陣營6席（街總勢力2席；工聯勢力2席；婦聯勢力2席）；
  - 「自由開放」陣營（俗稱「民主派」）因被取消参选资格，得0席
  - 公務員陣營2席（其中一席為澳門土生葡人）；
  - 鄉族陣營5席(民建聯勢力3席；江門同鄉會勢力2席)（傾建制派）
  - 中間陣營1席
  - 總括而言，立法會基本上由建制派掌控（間選及委任全被傾建制派佔有）

### 司法机关
司法機關由兩部份組成：法院 （页面存档备份，存于）和檢察院 （页面存档备份，存于）。
法院為三院建制，分別為第一審法院（初級法院及行政法院），中級法院和終審法院。現今初級法院設有三個民事法庭及三個刑事法庭，另外還設有輕微民事案件法庭及刑事起訴法庭。澳門司法組織綱要法規定，澳門將來可根據需要，勞動法庭以及家庭及未成年人法庭亦於2013年10月16日開始運作。
檢察院為一院三級建制，分別為檢察官、助理檢察長及檢察長三級，對應法院的三級建制。

## 政党
澳門並無所謂政黨存在。所謂的參選組別（提名人候選人的委員會） 只是臨時性質，平時都以社團形式進行活動。澳門帶有政治性質的團體包括澳門街坊會聯合總會、澳門工會聯合總會、新澳門學社、澳門繁榮促進會等。

## 政治壓力團體
（以首字筆劃排序）
- 天主教澳門教區
- 新澳門學社
- 澳門工會聯合總會
- 澳門旅遊娛樂有限公司
- 澳門街坊會聯合總會

## 参与的国际组织
（年份為加入該組織時間）
- 世界貿易組織（1991年）
- 聯合國教科文組織（準會員）（1995年）
- 國際海事組織（聯繫會員）（1990年）
- 世界旅遊組織（聯繫會員）（1981年）
- 世界氣象組織（地區會員）（1996年）
- 世界衛生組織西太平洋區域委員會（1993年）
- 世界海關組織（1993年）
- 亞太電訊組織（準會員）（1993年）
- 亞太地區發展中心（準會員）（1993年）
- 聯合國亞洲及太平洋經濟社會委員會（準會員）（1991年）
- 國際紡織及成衣局（1984年）
- 颱風委員會（1992年）
- 亞洲太平洋反清洗黑錢組織（2001年）
- 國際刑事警察組織（支局）
- 国际标准化组织（通讯员）

## 澳門著名政治人物
- 何厚鏵
- 曹其真
- 馬萬祺
- 何思謙
- 吳國昌
- 區錦新
- 梁慶庭
- 容永恩
- 汪長南
- 高天賜
- 麥瑞權
- 陳明金
- 施家倫
- 蘇嘉豪
- 陳偉智
- 馮志強
- 何潤生
- 關翠杏
- 賀一誠

## 参看
- 澳门特别行政区基本法
- 中华人民共和国政治
- 香港政治
- 亲建制派 (澳门)、泛民主派 (澳门)